# Attaques d'Israël à la roquette par les Palestiniens
Pour un article plus général, voir Conflit israélo-palestinien.

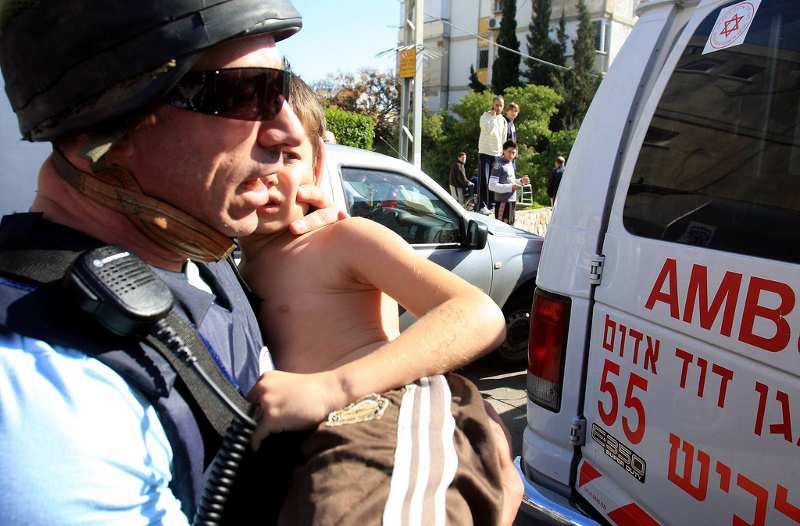
Enfant blessé par des tirs de roquettes en 2009

Depuis 2001, le Hamas et d'autres groupes palestiniens tirent massivement des roquettes vers le territoire israélien depuis la bande de Gaza.

## Historique

### Années 2000
En 2009, selon la BBC : 

« Depuis 2001, date à laquelle les roquettes ont été tirées pour la première fois, plus de 8 600 ont frappé le sud d'Israël, dont près de 6 000 depuis le retrait d'Israël de Gaza en août 2005. Les roquettes ont tué 28 personnes et en ont blessé des centaines d'autres. Dans la ville israélienne de Sderot, près de Gaza, 90 % des habitants ont déjà vu un missile exploser dans leur rue ou dans une rue adjacente.

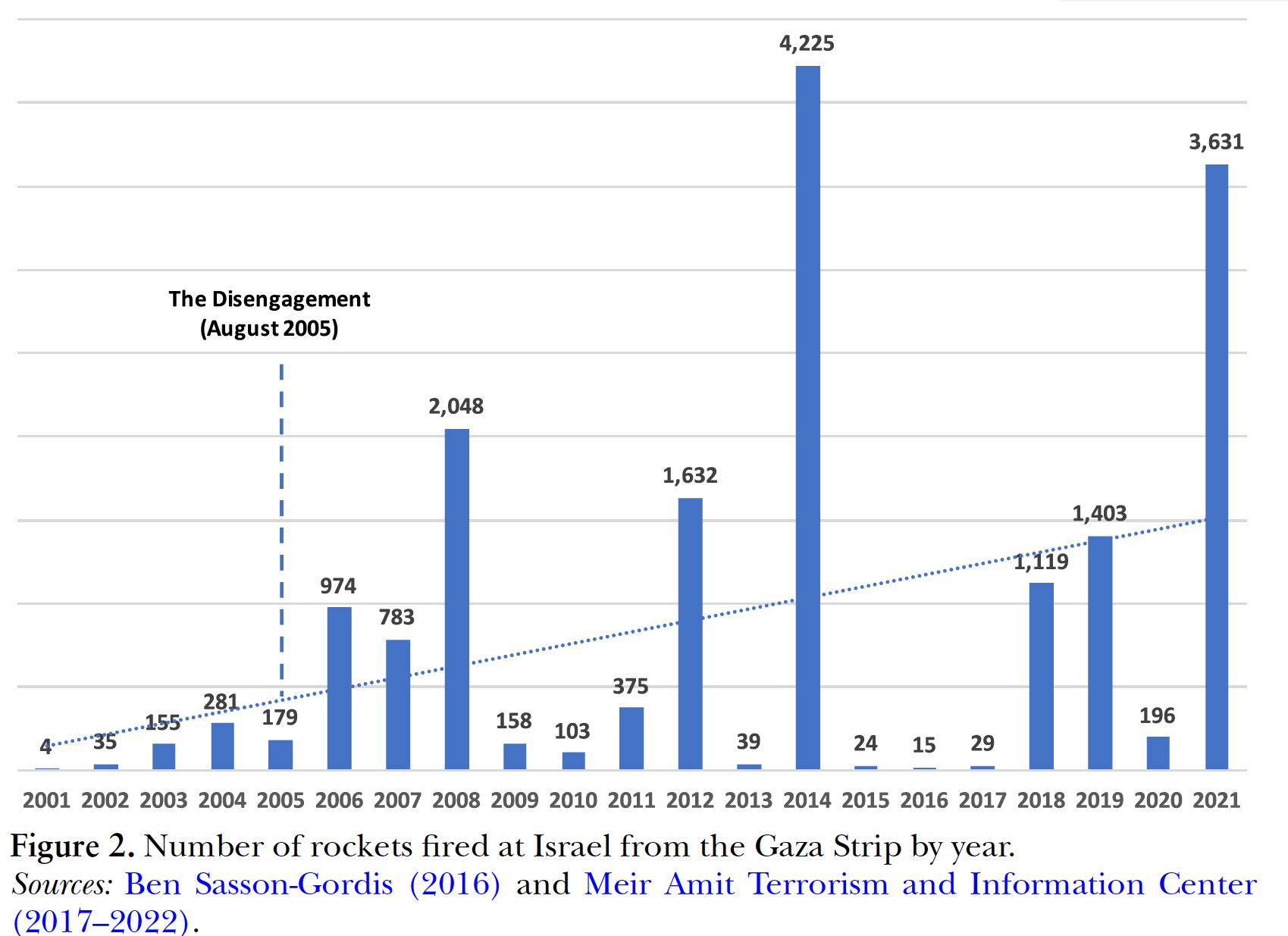

La portée des missiles augmente. La roquette Qassam (du nom d'un dirigeant palestinien dans les années 1930) a une portée d'environ 10 km (6 miles) mais des missiles plus avancés, par exemple des versions de l'ancien Grad soviétique ou Katioucha, sont introduits clandestinement. Ils ont récemment frappé la ville israélienne de Beer-Sheva, à 40 km (25 miles) de Gaza, et 800 000 Israéliens sont donc à portée de tir » »

. 
Les armes ont d'abord été brutes[pas clair] et à courte portée, affectant principalement Sdérot et d'autres communautés frontalières de la bande de Gaza. Cependant, depuis 2006, les roquettes utilisées deviennent plus sophistiquées et commencent à toucher la ville côtière de Ashkelon. Début 2009 les grandes villes d'Ashdod et Beer-Sheva sont touchées, et en 2011-2012 c'est le cas des villes de Kiryat Gat, Guedera et Ramat Negev (en). En 2012, Jérusalem et Tel Aviv sont les cibles de tirs. Les attaques sont menées par tous les groupes armés palestiniens.

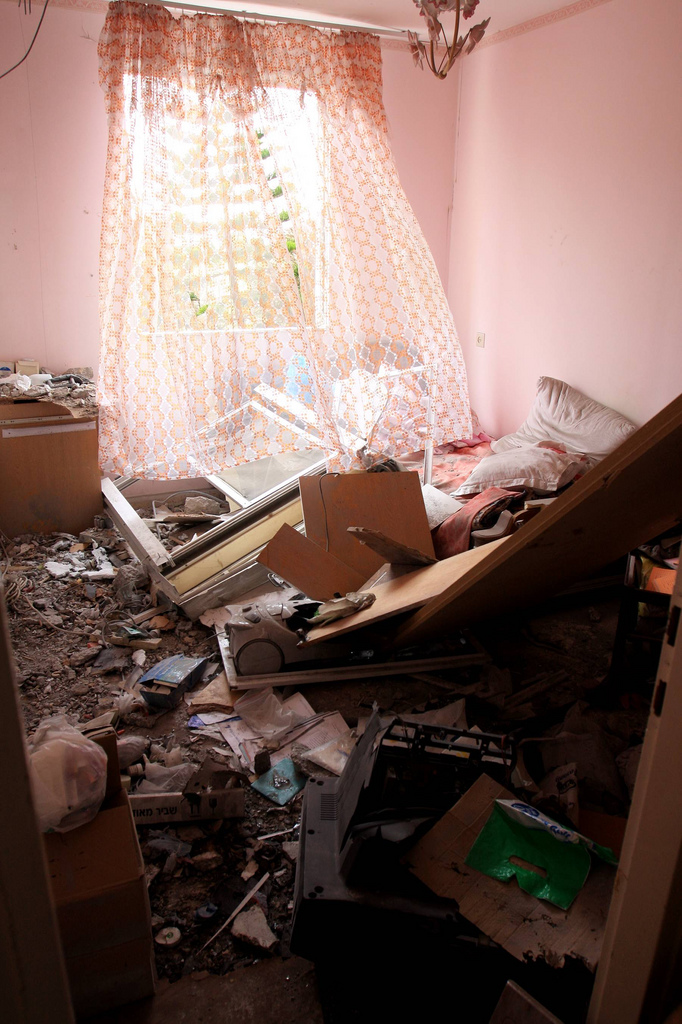
Maison endommagée par une roquette à Ashkelon (Israël) en 2009.

Un sondage d'opinion effectué en mars 2013 révèle que la plupart des Palestiniens ne soutient plus les tirs de roquettes sur Israël depuis la bande de Gaza. Les attaques, largement condamnées du fait du ciblage de civils, sont décrites comme terroriste par l'ONU, l'Union européenne et les responsables israéliens et sont définies comme des crimes de guerre par Amnesty International et Human Rights Watch[réf. souhaitée].

### Système Dôme de fer
Des systèmes de défense ont été construits spécifiquement pour faire face aux attaques palestiniennes, comme la fortification des écoles et des arrêts de bus ainsi que la mise en place d'un système d'alarme nommé couleur rouge. Le Dôme de fer, un système d’interception des roquettes à courte portée, est développé par Israël et déployé pour la première fois au printemps 2011 pour protéger Beer-Sheva et Ashkelon, mais les responsables ainsi que les experts ont mise en garde sur le fait qu'il ne serait pas totalement efficace. Peu de temps après, il intercepte une roquette palestinienne pour la première fois.
En 2011, le système antimissile Dôme de fer est déployé. Selon le Jerusalem Post, son taux d'interception serait passé de 75 % à plus de 90 % en 2012. Chaque tir de missile coûte 50 000 $ (mais deux missiles sont généralement tirés pour augmenter son taux d'interception).

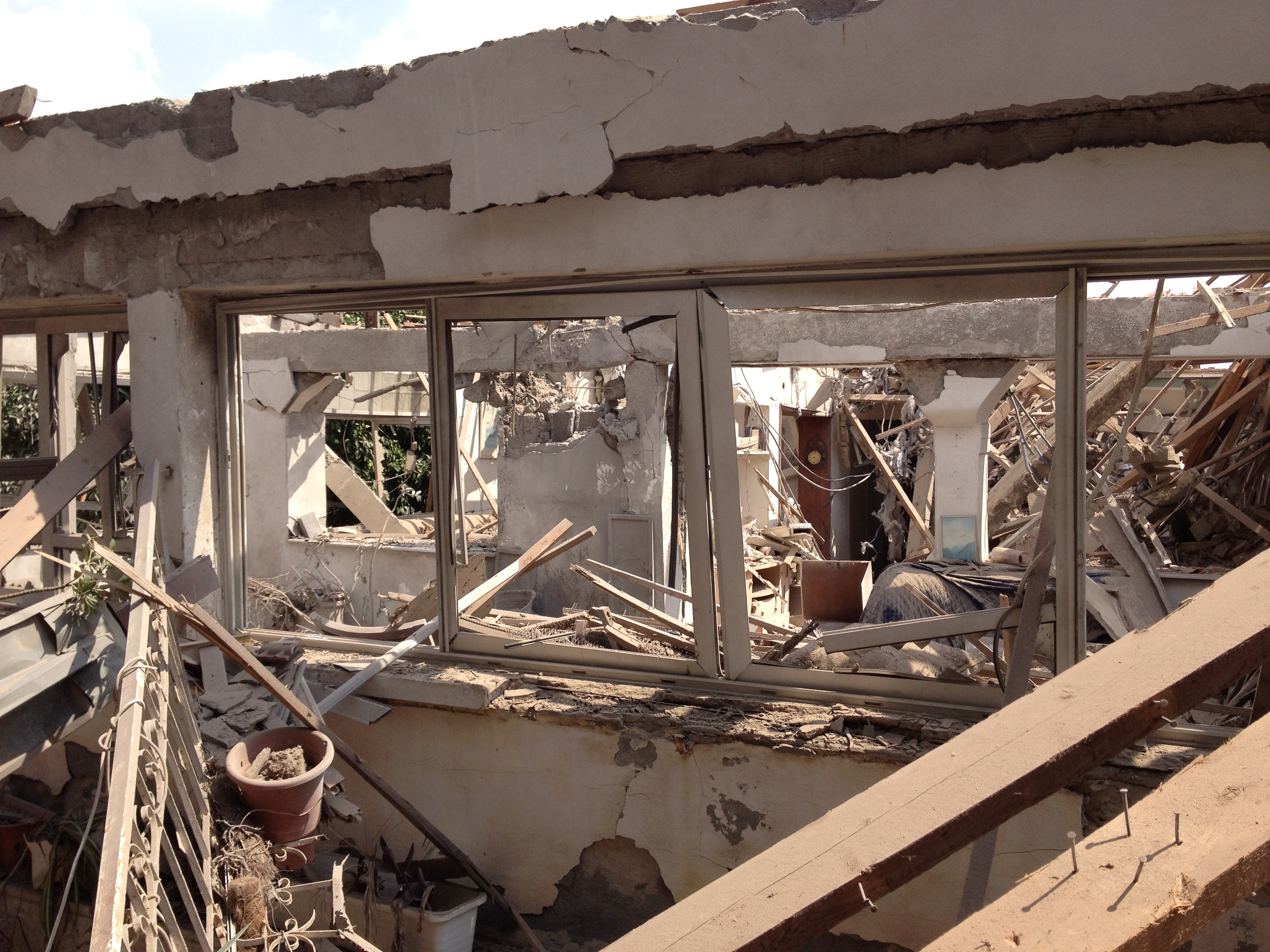
Un bâtiment à Netivot après l'explosion d'une roquette palestinienne en 2012.

En 2012, pour la première fois depuis la guerre du Golfe, des missiles sont lancés en direction de Tel-Aviv et de Jérusalem.

## Attaques

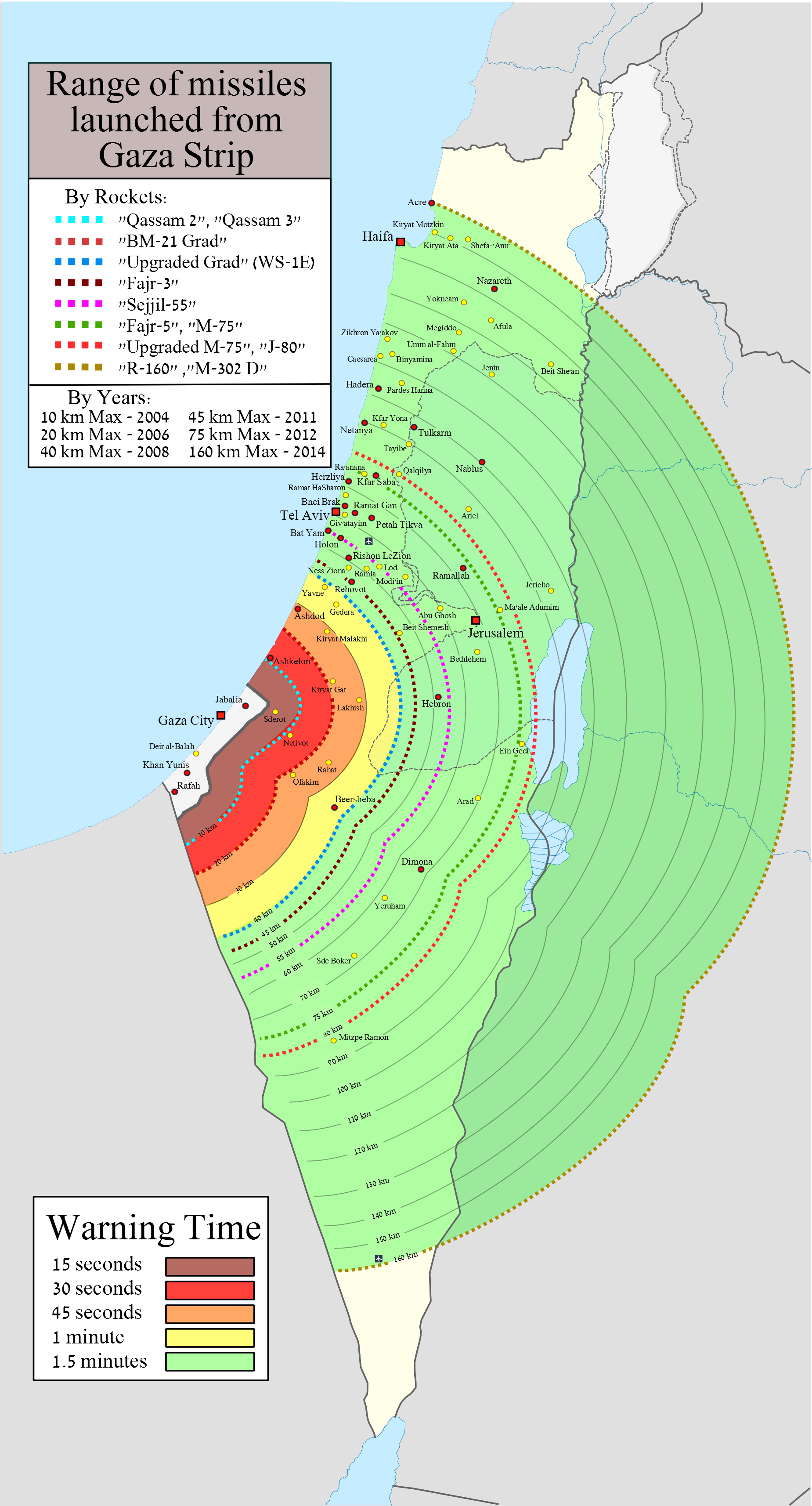
Carte du territoire israélien touché par les bombardements palestiniens

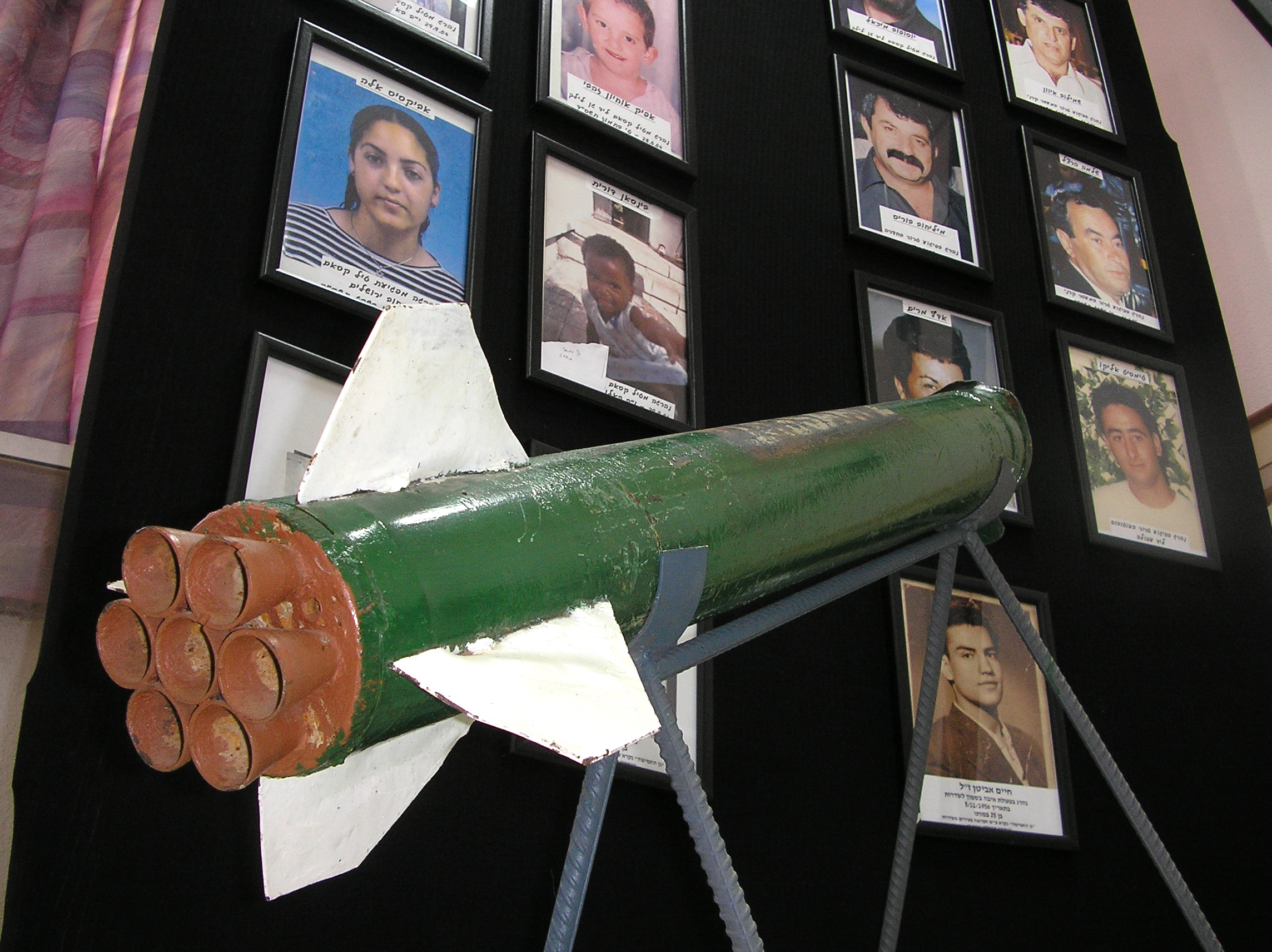
Reste d'une roquette palestinienne et mur d'hommage aux résidents de la ville de Sdérot tués dans les explosions

Les principales roquettes utilisées lors des attaques contre des localités israéliennes sont de fabrications : palestinienne (Qassam, al Quds Type 101, 2 et 3 MRL, al Nasser 3 et 4, Saria-2, Kafah, Jenin-1, Arafat type 1 et 2, Aqsa-3, Sumoud et autres), russe (Grad et Katioucha), chinoise (Weishi), iranienne (Fajr 5, Sejil) et syrienne (Khaïbar 1) . 
En 2006, le Hamas reconnaît que parmi les roquettes tirées, certaines comprenaient des armes chimiques (comme des bombes au phosphore). Le Hamas affirme également détenir des armes biologiques. Israël n'a jamais rapporté l'usage de telles armes lors du conflit. En revanche, Israël utilise des armes au phosphore, invoquant une utilisation légale,.
La plupart des tirs de roquettes et d'obus sont effectués à partir de la bande de Gaza sous contrôle du Hamas et d'autres groupes islamistes palestiniens. Cependant, le Hamas et d'autres groupes islamistes ont tiré des missiles sur la ville du désert du Néguev, Eilat et sur la ville jordanienne d'Aqaba, à partir de la péninsule du Sinaï en Égypte. Le 2 août 2010, deux roquettes tombent devant l'hôtel InterContinental à Aqaba. Cinq hommes jordaniens voyageant dans un taxi à proximité ont été blessés, dont un grièvement. Le chauffeur décède des suites de ses blessures. Une roquette tombe sur Eilat sans faire de victimes. Le gouvernement jordanien condamne les tirs de roquettes comme étant une attaque terroriste. L'Égypte et Israël mettent en cause le Hamas dans l'attaque. D'autres roquettes sont tirées, la dernière attaque à la roquette étant menée le 8 février 2017.
Le 7 octobre 2023, le Hamas lance une offensive armée en territoire israélien, qui s'accompagne des tirs d'au moins 2 500 roquettes (5 000 selon le Hamas) sur de nombreuses villes d'Israël. Le Dôme de fer, conçu pour protéger l'État d'Israël, intercepte une grande partie des projectiles, mais ne parvient pas à tous les arrêter.

## Réponse israélienne
Israël a répondu aux attaques par plusieurs opérations militaires dans la bande de Gaza, dont opération Arc-en-ciel (mai 2004), opération Jours de pénitence (2004), le conflit entre Israël et Gaza en 2006, opération Nuages d'automne (en) (2006), opération Hiver chaud (en) (2008), opération Plomb durci (2009), opération Pilier de défense (2012) et opération Bordure protectrice (2014). Plus récemment, en 2023, à la suite de l'attaque du Hamas contre Israël, Tsahal réplique par l'opération Épées de fer.

## Réactions
Le bombardement répété de roquettes a pour effet un traumatisme psychologique et la perturbation de la vie quotidienne de la population israélienne.[réf. souhaitée]

Les tirs de roquettes sont considérés par les Nations unies, les États-Unis et l'Union européenne comme des équivalents à des crimes de guerre , et/ou des attaques de terroristes . Outre des morts et des blessés, les tirs causent un traumatisme psychologique parmi les civils, ciblés par ceux-ci.[réf. souhaitée]